# Sabino Vaca Narvaja
Gustavo Sabino Vaca Narvaja (Córdoba, 8 de abril de 1975) es un politólogo, profesor y diplomático argentino, quien se desempeñó como embajador de Argentina en la República Popular China.

## Temprana edad y educación
Sabino nació el 4 de abril de 1975 en Córdoba, hijo de Fernando Vaca Narvaja y María Josefa Fleming. Su padre es un político que militó en Montoneros, organización guerrillera de izquierda, en los años 1970. Poco después del nacimiento de Sabino, la familia se exilió y se instaló en Cuba, donde se crio.
Vaca Narvaja cuenta con una licenciatura en ciencias políticas de la Universidad Nacional de Lanús (UNLa) y un posgrado en defensa nacional de la Universidad de la Defensa Nacional (UNDEF). Ha impartido cursos a nivel universitario y realizado investigaciones en el campo.

## Carrera
Experto en asuntos de China, lideró el programa de cooperación chino-argentina (ProSA) del Departamento de Planificación y Políticas Públicas de la UNLa. También fue director general de Asuntos Internacionales del Senado de 2012 a 2015, y se desempeñó como asistente legislativo del bloque parlamentario Frente para la Victoria en el Senado.
En 2020, Vaca Narvaja fue designado ante la Embajada Argentina en Beijing como enviado especial para Promoción Comercial e Inversiones en China. En marzo de 2021, el gobierno de Alberto Fernández designó a Vaca Narvaja como embajador de Argentina en China, en reemplazo de Luis María Kreckler, quien nunca presentó sus cartas credenciales ante el gobierno chino. Vaca Narvaja presentó sus cartas credenciales el 15 de abril de 2021.
En febrero de 2022, Vaca Narvaja acompañó al presidente argentino en su primera visita de estado a China y supervisó la oficialización del ingreso de Argentina a la Iniciativa de la Franja y la Ruta.

## Publicaciones
- ¿Por qué China? Miradas sobre la Asociación Estratégica Integral. Universidad Nacional de Lanús. 2017. ISBN 9789871987634. (Editor)
- China, América Latina y la geopolitica de la nueva ruta de la seda. Universidad Nacional de Lanús. 2018. ISBN 9789874937100. (Editor)
- Atento al camino: crónicas en China. Ediciones Futurock. 2024. ISBN 978-631-90597-0-0